# Мало-Бишкураево
Мало-Бишкураево (баш. Кесе Бишҡурай) — деревня в Илишевском районе Республики Башкортостан Российской Федерации. Входит в состав Бишкураевского сельсовета.

## География

### Географическое положение
Расстояние до:
- районного центра (Верхнеяркеево): 26 км,
- центра сельсовета (Бишкураево): 1 км,
- ближайшей ж/д станции (Буздяк): 104 км.

## Население
| 2002 | 2009 | 2010 |
| ---- | ---- | ---- |
| 168  | ↘156 | ↗169 |

Национальный состав
Согласно переписи 2002 года, преобладающая национальность — башкиры (97 %).

## Инфраструктура
Личное подсобное хозяйство с зоной сельскохозяйственного использования, индивидуальная застройка усадебного типа.

## Транспорт
Мало-Бишкураево доступна автотранспортом. Остановка общественного транспорта «Мало-Бишкураево» на автодороге регионального значения «М-7 „Волга“ — Новокутово» (идентификационный номер 80 ОП МЗ 80Н-033).